# Superman: Fuochi Lontani
(Superman)
Superman: Fuochi Lontani è un fumetto autoconclusivo pubblicato dalla DC Comics. Fuochi Lontani fu pubblicato l'8 febbraio 1998, e si tratta di un fumetto lontano dalla normale continuity dell'epoca, che mostra cosa accadrebbe se in una futura Terra post-apocalittica rimanessero i soli metaumani.

## Trama
La guerra nucleare gettò l'intero mondo nell'Armageddon. Il conflitto che ne derivò fu un'orribile sconvolgimento geologico senza precedenti. Intere popolazioni furono spazzate via e le radiazioni provocate dalle esplosioni derubarono gli eroi e i criminali della Terra dei loro super poteri.
Uno dei pochi sopravvissuti fu Clark Kent. Da solo e senza poteri, seppellì coloro che gli furono cari tra le rovine di Metropolis, inclusi Lois Lane, Jimmy Olsen, Perry White e Bruce Wayne.
Clark dovette quindi rifarsi una vita solitaria, spesso dovendo difendersi da ratti giganti e dai mutanti. Riuscì però ad addomesticare un gatto gigante e lo battezzò Kriptonite.
Gli anni passarono, ma un giorno, mentre foraggiava nella giungla, Clark scoprì un'altra sopravvissuta, Wonder Woman. I due si scoprirono felici di ritrovarsi e Wonder Woman portò Clark nella città di "Campione", un rifugio nella giungla che ospitava altri che sopravvissero all'olocausto, inclusi Flash, Guy Gardner, Mister Miracle, Cheetah e il Joker, tutti quanti senza poteri e, nel caso del Joker, sani di mente. Di tutti i sopravvissuti, l'ormai adulto Billy Batson rimase deluso alla comparsa di Superman. Prima della guerra, Batson si era sempre sentito come un secondo violino rispetto a Superman, e ora sembrò che la storia stesse per ripetersi.
La popolazione di "Campione" costruì la propria città e continuò la sua costante lotta per la sopravvivenza contro le forze della popolazione dei mutanti invadenti. Superman e Wonder Woman divennero più vicini e infine si innamorarono. Questa nuova relazione romantica fece arrabbiare Batson, che prima di Superman, ebbe una relazione con Wonder Woman.
Quando nessuno fu nelle vicinanze, Batson se ne andò nella giungla, e preso dalla rabbia gridò il nome "Shazam", richiamando su di sé il fulmine magico. Il fulmine lo trasformò in Capitan Marvel, ma l'ondata di potere fu solo temporanea, e in pochi minuti svanì.
Intanto, Superman e Wonder Woman si sposarono ed ebbero un bambino insieme che chiamarono Bruce.
Billy Batson continuò di quando in quando a chiamare su di sé il fulmine magico. Ogni volta che lo richiamava, il fulmine ricostituiva i poteri degli eroi, ma solo in stadi incrementali. Nessuno di loro si rese conto di ciò che accadeva. Non realizzarono neanche che ogni volta che Batson richiamava il fulmine magico causava un'instabilità massiva all'intero pianeta.
La rabbia e la gelosia di Batson alla fine esplosero. Si rivoltò alla gente di "Campione" e si diresse verso ovest. Qui, trovò un altro sopravvissuto, Metallo, e lo reclutò per la sua nuova causa. Batson e Metallo si unirono con i mutanti e decisero di tradire la gente di "Campione". Durante una grande battaglia, Martian Manhunter e Wonder Woman furono uccisi. Batson provò un grande piacere quando prese personalmente la vita di Wonder Woman.
Furioso, Superman si scontrò con Capitan Marvel sulla cima di un vulcano attivo. Qualunque misteriosa presenza conferisse potere a Capitan Marvel però, alla fine lo tradì, e il fulmine magico che lo colpì alla fine lo uccise. Superman resse per un momento il corpo di Capitan Marvel, e alla fine lo lasciò cadere nel vulcano.
Solo in quell'istante, Superman capì che gli sconvolgimenti geologici che si svilupparono nel tempo stavano consumando l'intero pianeta. Utilizzando un anello del potere di una Lanterna Verde ormai deceduta, creò il costrutto di una navetta spaziale per suo figlio Bruce, che quindi abbandonò la Terra al suo interno, lasciandosi Clark alle spalle sia come ultimo figlio di Krypton che ultimo figlio della Terra.